# Prefontaine Classic 2019
Navigation
Édition précédente Édition suivante
La Prefontaine Classic 2019 se déroule le 30 juin 2019 au stade de l’université Stanford à Palo Alto, aux États-Unis, et non à Eugene comme il est de tradition, le stade étant en travaux. Il s'agit de la septième étape de la Ligue de diamant 2019.

## Faits marquants
Six meilleures performances mondiales de l'année sont établies lors des courses. Le 3 000 mètres féminin est remporté par la Néerlandaise Sifan Hassan, la championne d'Europe du 5 000 m, qui en 8 min 18 s 49 améliore de trois secondes le record d'Europe. L'Allemande Konstanze Klosterhalfen, deuxième, passe elle aussi sous l'ancien record (8 min 20 s 07). Letesenbet Gidey, troisième, bat le record d’Éthiopie.
Au  3 000 m steeple, Beatrice Chepkoech, l'emporte largement en 8 min 55 s 58, 5e meilleur temps de l'histoire. La Kenyane Faith Kipyegon, de retour après une maternité, contient ses adversaires Laura Muir et Shelby Houlihan ; les quatre premières finissent sous les 4 min.
Chez les hommes, Rai Benjamin l'emporte sur 400 m haies en 47 s 16, son meilleur temps derrière ses 47 s 02 de 2018, et Christian Coleman le 100 m en 9 s 81.
La surprise vient du lancer de poids, où le Brésilien Darlan Romani réussit successivement 22,46 m, 22,55 m et 22,61 m, battant à chaque fois son propre record d'Amérique du Sud.

## Résultats de la Ligue de Diamant

### Hommes
| Rang | Athlète           | Temps        | Points |
| ---- | ----------------- | ------------ | ------ |
| 1    | Christian Coleman | 9 s 81 (WL)  | 8      |
| 2    | Justin Gatlin     | 9 s 87 (SB)  | 7      |
| 3    | Zharnel Hughes    | 9 s 97 (=SB) | 6      |
| 4    | Cravon Gillespie  | 10 s 05      | 5      |
| 5    | Michael Rodgers   | 10 s 08      | 4      |
| 6    | Arthur Cissé      | 10 s 12      | 3      |
| 7    | Filippo Tortu     | 10 s 21      | 2      |
| 8    | Cameron Burrell   | 10 s 21      | 1      |

| Rang | Athlète            | Temps   | Points |
| ---- | ------------------ | ------- | ------ |
| 1    | Michael Norman     | 44 s 62 | 8      |
| 2    | Kahmari Montgomery | 45 s 12 | 7      |
| 3    | Fred Kerley        | 45 s 33 | 6      |
| 4    | Jonathan Jones     | 45 s 46 | 5      |
| 5    | Wilbert London     | 45 s 57 | 4      |
| 6    | Machel Cedenio     | 45 s 71 | 3      |
| 7    | Michael Cherry     | 45 s 92 | 2      |
| 8    | Bralon Taplin      | 45 s 94 | 1      |

| Rang | Athlète            | Temps              | Points |
| ---- | ------------------ | ------------------ | ------ |
| 1    | Timothy Cheruiyot  | 3 min 50 s 49 (WL) | 8      |
| 2    | Ayanleh Souleiman  | 3 min 51 s 22 (SB) | 7      |
| 3    | Filip Ingebrigtsen | 3 min 51 s 28 (PB) | 6      |
| 4    | Jakob Ingebrigtsen | 3 min 51 s 30 (PB) | 5      |
| 5    | Craig Engels       | 3 min 51 s 60 (PB) | 4      |
| 6    | Matthew Centrowitz | 3 min 52 s 26      | 3      |
| 7    | Ben Blankenship    | 3 min 52 s 51 (PB) | 2      |
| 8    | Samuel Tefera      | 3 min 53 s 50      | 1      |

| Rang | Athlète            | Temps        | Points |
| ---- | ------------------ | ------------ | ------ |
| 1    | Orlando Ortega     | 13 s 24 (SB) | 8      |
| 2    | Wilhem Belocian    | 13 s 29      | 7      |
| 3    | Omar McLeod        | 13 s 29      | 6      |
| 4    | Ronald Levy        | 13 s 30      | 5      |
| 5    | Devon Allen        | 13 s 33      | 4      |
| 6    | Xie Wenjun         | 13 s 36      | 3      |
| 7    | Freddie Crittenden | 13 s 38      | 2      |
| 8    | Aleec Harris       | 13 s 39 (SB) | 1      |

| Rang | Athlète          | Temps            | Points |
| ---- | ---------------- | ---------------- | ------ |
| 1    | Rai Benjamin     | 47 s 16 (WL, MR) | 8      |
| 2    | Kyron McMaster   | 48 s 94 (SB)     | 7      |
| 3    | Yasmani Copello  | 49 s 37 (SB)     | 6      |
| 4    | David Kendziera  | 49 s 46          | 5      |
| 5    | TJ Holmes        | 49 s 79          | 4      |
| 6    | Khallifah Rosser | 49 s 87          | 3      |
| 7    | Amere Lattin     | 50 s 01          | 2      |
| 8    | Ludvy Vaillant   | 50 s 23          | 1      |

| Rang | Athlète             | Marque      | Points |
| ---- | ------------------- | ----------- | ------ |
| 1    | Armand Duplantis    | 5,93 m      | 8      |
| 2    | Sam Kendricks       | 5,88 m      | 7      |
| 3    | Piotr Lisek         | 5,71 m      | 6      |
| 4    | Christopher Nilsen  | 5,71 m      | 5      |
| 5    | Cole Walsh          | 5,61 m      | 4      |
| 6    | Valentin Lavillenie | 5,61 m      | 3      |
| 7    | Thiago Braz         | 5,61 m      | 2      |
| 8    | Renaud Lavillenie   | 5,46 m (SB) | 1      |

| \| Rang \| Athlète \| Marque \| Points \| \| ---- \| ---------------- \| ------------------- \| ------ \| \| 1 \| Darlan Romani \| 22,61 m (MR,DLR,AR) \| 8 \| \| 2 \| Ryan Crouser \| 22,17 m \| 7 \| \| 3 \| Tomas Walsh \| 21,76 m \| 6 \| \| 4 \| Michał Haratyk \| 21,61 m \| 5 \| \| 5 \| Joe Kovacs \| 21,39 m \| 4 \| \| 6 \| Darrell Hill \| 21,35 m \| 3 \| \| 7 \| Tomáš Staněk \| 20,77 m \| 2 \| \| 8 \| Payton Otterdahl \| 20,58 m \| 1 \| |                  |                     |        |
| Rang | Athlète          | Marque              | Points |
| 1 | Darlan Romani    | 22,61 m (MR,DLR,AR) | 8      |
| 2 | Ryan Crouser     | 22,17 m             | 7      |
| 3 | Tomas Walsh      | 21,76 m             | 6      |
| 4 | Michał Haratyk   | 21,61 m             | 5      |
| 5 | Joe Kovacs       | 21,39 m             | 4      |
| 6 | Darrell Hill     | 21,35 m             | 3      |
| 7 | Tomáš Staněk     | 20,77 m             | 2      |
| 8 | Payton Otterdahl | 20,58 m             | 1      |

### Femmes
| Rang | Athlète           | Temps         | Points |
| ---- | ----------------- | ------------- | ------ |
| 1    | Blessing Okagbare | 22 s 05 (SB)  | 8      |
| 2    | Elaine Thompson   | 22 s 21       | 7      |
| 3    | Dina Asher-Smith  | 22 s 42       | 6      |
| 4    | Salwa Eid Naser   | 22 s 51 (PB)  | 5      |
| 5    | Jenna Prandini    | 22 s 53 (=SB) | 4      |
| 6    | Dafne Schippers   | 22 s 62       | 3      |
| 7    | Brittany Brown    | 22 s 99       | 2      |
| 8    | Kyra Jefferson    | 23 s 07       | 1      |

| Rang | Athlète             | Temps              | Points |
| ---- | ------------------- | ------------------ | ------ |
| 1    | Caster Semenya      | 1 min 55 s 70 (MR) | 8      |
| 2    | Ajee Wilson         | 1 min 58 s 36 (SB) | 7      |
| 3    | Raevyn Rogers       | 1 min 58 s 65 (SB) | 6      |
| 4    | Hanna Green         | 1 min 58 s 75 (PB) | 5      |
| 5    | Habitam Alemu       | 1 min 59 s 25 (SB) | 4      |
| 6    | Natoya Goule        | 1 min 59 s 82      | 3      |
| 7    | Wang Chunyu         | 2 min 5 s 68       | 2      |
| 8    | Natalіya Prishchepa | 2 min 50 s 33      | 1      |

| Rang | Athlète                     | Temps                        | Points |
| ---- | --------------------------- | ---------------------------- | ------ |
| 1    | Sifan Hassan                | 8 min 18 s 49 (WL,MR,DLR,AR) | 8      |
| 2    | Konstanze Klosterhalfen     | 8 min 20 s 07 (PB)           | 7      |
| 3    | Letesenbet Gidey            | 8 min 20 s 27 (PB)           | 6      |
| 4    | Genzebe Dibaba              | 8 min 21 s 29 (PB)           | 5      |
| 5    | Laura Weightman             | 8 min 26 s 07 (PB)           | 4      |
| 6    | Hellen Obiri                | 8 min 27 s 26                | 3      |
| 7    | Agnes Jebet Tirop           | 8 min 27 s 51 (PB)           | 2      |
| 8    | Caroline Chepkoech Kipkirui | 8 min 31 s 45                | 1      |

| Rang | Athlète                   | Temps                 | Points |
| ---- | ------------------------- | --------------------- | ------ |
| 1    | Beatrice Chepkoech        | 8 min 55 s 58 (WL,MR) | 8      |
| 2    | Emma Coburn               | 9 min 4 s 90 (SB)     | 7      |
| 3    | Hyvin Jepkemoi            | 9 min 5 s 81 (SB)     | 6      |
| 4    | Daisy Jepkemei            | 9 min 8 s 45 (PB)     | 5      |
| 5    | Courtney Frerichs         | 9 min 9 s 75          | 4      |
| 6    | Winfred Mutile Yavi       | 9 min 27 s 76         | 3      |
| 7    | Karoline Bjerkeli Grøvdal | 9 min 29 s 94         | 2      |
| 8    | Purity Kirui              | 9 min 39 s 23         | 1      |

| Rang | Athlète             | Marque      | Points |
| ---- | ------------------- | ----------- | ------ |
| 1    | Mariya Lasitskene   | 2,04 m (MR) | 8      |
| 2    | Vashti Cunningham   | 2,00 m (PB) | 7      |
| 3    | Yaroslava Mahuchikh | 2,00 m (PB) | 6      |
| 4    | Yuliya Levchenko    | 1,95 m (SB) | 5      |
| 5    | Erika Kinsey        | 1,95 m      | 4      |
| 6    | Levern Spencer      | 1,92 m (SB) | 3      |
| 7    | Nicola McDermott    | 1,88 m      | 2      |

| Rang | Athlète             | Marque       | Points |
| ---- | ------------------- | ------------ | ------ |
| 1    | Gong Lijiao         | 19,79 m      | 8      |
| 2    | Danniel Thomas-Dodd | 19,26 m      | 7      |
| 3    | Chase Ealey         | 19,23 m      | 6      |
| 4    | Aliona Dubitskaya   | 18,98 m (SB) | 5      |
| 5    | Christina Schwanitz | 18,77 m      | 4      |
| 6    | Michelle Carter     | 18,21 m      | 3      |
| 7    | Maggie Ewen         | 18,04 m      | 2      |
| 8    | Paulina Guba        | 17,54 m      | 1      |

## Autres résultats

### Hommes
| Épreuve | Premier                               | Deuxième                       | Troisième                         |
| ------- | ------------------------------------- | ------------------------------ | --------------------------------- |
| 2 miles | Joshua Cheptegei 8 min 7 s 54 (PB,WL) | Paul Chelimo 8 min 7 s 59 (PB) | Selemon Barega 8 min 8 s 69 (WJR) |

### Femmes
| Épreuve | Première                          | Deuxième                 | Troisième                     |
| ------- | --------------------------------- | ------------------------ | ----------------------------- |
| 100 m   | Marie-Josée Ta Lou 11 s 02 (SB)   | Aleia Hobbs 11 s 04      | Teahna Daniels 11 s 13        |
| 1 500 m | Faith Kipyegon 3 min 59 s 04 (SB) | Laura Muir 3 min 59 s 47 | Shelby Houlihan 3 min 59 s 64 |

## Légende
Records et Performances
- AR : Record continental (area record)
- CR : Record des championnats (championship record)
- MR : Record du meeting (meet record)
- NR : Record national (national record)
- OR : Record olympique (olympic record)
- PR : Record paralympique (paralympic record)
- PB : Record personnel (personal best)
- SB : Meilleure performance personnelle de la saison (season's best)
- WL : Meilleure performance mondiale de l'année (world leader)
- WJR : Record du monde junior (world junior record)
- WR : Record du monde (world record)

Circonstances et Conditions
- DNF : N'a pas terminé (did not finish)
- DNS : N'a pas pris le départ (did not start)
- DQ : Disqualification (disqualification)
- NM : Aucun essai valable enregistré (No Mark)
- Q : Qualifié « directement » au prochain tour (ou à la prochaine compétition), lors d'une compétition majeure, grâce au classement ou à la réalisation des minima (automatic qualifier)
- q : Qualifié au prochain tour (ou à la prochaine compétition), lors d'une compétition majeure, grâce au repêchage ou à la réalisation de l'une des meilleures performances parmi celles des « non qualifiés directement » (grâce au meilleur temps ou à la meilleure distance par exemple) (secondary qualifier)